# Côte de Ruppert
La côte de Ruppert est une région côtière de la terre Marie Byrd, en Antarctique occidental, donnant sur l'océan Austral, et séparée de la côte de Saunders à l'ouest par la pointe Brennan et de la côte de Hobbs à l'est par le cap Burks. Elle a été baptisée en l'honneur de l'homme politique américain Jacob Ruppert (en).
La base soviétique Russkaïa (en) y était implantée.